# Розсош
Розсош (рос. Россошь) — місто (з 1923) в Росії, адміністративний центр Розсошанського району Воронезької області.
Знаходиться в межах української етнічної території — Слобідська Україна.

## Географія
Місто на Слобожанщині, розташоване на лівому березі річки Чорна Калитва (басейн Дону), за 214 км від Воронежа. Місто обласного підпорядкування і районний центр Воронезької області.
Назва походить від українського слова розсоха — «розвилка». Місто знаходиться у місці, де ріка Чорна Калитва приймає притоку, а при рухові вгору по течії тут створюється враження роздвоєння русла, утворення розсохи, що, зокрема, відображено і на гербі міста.
Крім того існує думка, що слово «розсош» може тут також означати заплавну луковину, що просохла після весняної повені, на березі річки або озера. Якщо це й так, до дане значення слова «розсош» у даній місцевості має бути вторинним.

## Населення
Населення становить 62 538 осіб за даними 2014 року (62,4 тис. 2005).
Населення складало 36 000 мешканців (1970).
1926 українці в м. Розсош становили 85,7 % (у волості — 95,8 %, у повіті — 71,9 %).
Свого часу Олександр Довженко писав: «У Розсоші українську мову частіше почуєш, як у Києві»[джерело?]. Однак на даний момент, жодної україномовної газети чи школи в Розсоші немає.

## Історія
За даними 1859 року у власницькій слободі Острогозького повіту Воронізької губернії мешкало 848 осіб (2701 чоловічої статі та 2813 — жіночої), налічувалось 812 дворових господарства, існували православна церква, винокурний, цегельний і кінський заводи.
Станом на 1886 у колишній власницькій слободі, центрі Розсошанської волості, мешкало 5436 осіб, налічувалось 1021 дворове господарство, існували православна церква, школа, каплиця, богодільня, лікарня, 2 постоялих двори, 2 лавки, 4 цегельних і кінський заводи, відбувались базари й 2 ярмарки на рік.
За переписом 1897 року кількість мешканців зросла до 8772 осіб (4285 чоловічої статі та 4487 — жіночої), з яких 8668 — православної віри.
За проектом адміністративно-територіального устрою УНР, до якої б мало входити місто, територія довкола Розсоша належала до землі Подоння з центром у місті Острогозьку.

## Господарство
Харчова промисловість, підприємства по обслуговуванню залізничного транспорту, чавуно-ливарний заводи, харчова промисловість:
- хімічний завод
- завод пресових вузлів
- електроапаратний завод
- завод технооснастки
- завод будматеріалів
- м'ясокомбінат
- молочний комбінат
- харчовий комбінат
- завод олійництва

## Відомі особи
- Алмазов Іван Васильович (1902—1972) — український науковець-морфолог, гістолог, педагог, доктор медичних наук.
- Бур'ян Надія Іванівна (1923—2011) — радянська науковиця в області мікробіології виноробства.
- Коліух Дмитро Вікторович (1880 — близько 1937) — економіст, кооперативний, громадський та політичний діяч, член Української Центральної Ради, міністр УНР.
- Чалий Петро Дмитрович (нар. 1946) — журналіст і письменник, автор досліджень про українських уродженців Східної Слобожанщини — Миколу Костомарова і Євгена Плужника[4][5][6].
- Савенко Євген Вікторович (нар. 1955) — голова Нижньокамської національно-культурної автономії "Українське товариство «Вербиченька» (Татарстан). Веде свій родовід зі Східної Слобожанщини. Дитинство провів у Розсоші[7].

## Український фестиваль у Розсоші

Емблема фестивалю у Розсоші — єдність українців Дону та Дніпра.

На тлі загального занепаду зорганізованого українського життя на Східній Слобожанщині чи не єдиним заходом є Фестиваль Слобідської української культури, який майже щороку протягом останніх десятьох літ відбувався в місті Розсоші Воронізької області, на Подонні. Виникнення цього свята української культури Східної Слобожанщини, пов'язане, певна річ, не з якими-небудь державними установами Російської Федерації (в лексиконі яких словосполучення «українська культура в Росії» взагалі не існує), а з місцевими аматорами українського слова, краєзнавцями та дослідниками, які ще наприкінці 90-х років ХХ століття висловилися за те, що українська культура на Східній Слобожанщині не має загинути, а має розвиватися, і що саме фестивальний майданчик може стати тим місцем, де представники місцевого українства матимуть можливість зібратися разом, показати свої набутки у галузі збереження перлин рідної культури та обговорити шляхи подальшого розвитку українського життя у важкому протистоянні зі спробами його зросійщення.
Ініціаторами проведення українського фестивалю у Розсоші стали «хранителі місцевої культури і традицій», як їх тут називають, Олексій Дев'ятко, Раїса Дерикіт, Віктор Коліух, Петро Чалий і Тетяна Чала. Звичайно ж, для проведення фестивалю потрібні були гроші, і тут дуже своєчасною стала допомога місцевого підприємця Олександра Бабешка, завдяки якому фестивалі не тільки змогли проводитися щорічно, але й були засновані спеціальні грошові премії для його переможців у різних галузях українського мистецтва. У рамках цієї мистецької акції серед творчих майстрів та виконавців з усіх українських районів Вороніжчини проводяться творчі змагання за численними номінаціями: народні ремесла, хоровий та сольний спів, художнє малярство тощо. Дуже добре, що премії, якими винагороджують найкращих майстрів української культури на цьому фестивалі, мають імена найвідоміших українських діячів, які своєю працею прислужилися українській справі на Східній Слобожанщині. При чому якщо одні премії названі на честь великих українців, чиї імена відомі всій Україні (історики Микола Костомаров і Дмитро Багалій, поет Євген Плужник), то інші носять імена людей, яких не знають на Великій Україні, але яких добре і славно пам'ятають тут, на українському Подонні — місцевого краєзнавця, учителя історії Івана Ткаченка, художника Володимира Цимбалиста. Втішно, що таким чином зберігається пам'ять про цих видатних українців на рідній землі.
Перший фестиваль слобідської української культури у Розсоші відбувся 13 жовтня 2001-го року. Переможцем і володарем головного призу цього фестивалю став фольклорний ансамбль «Витоки Придоння» з Нової Калитви, який крім цієї винагороди отримав також Почесний диплом за найкраще виконання народних пісень на Всеукраїнському святі у Києві «Ми всі — діти твої, Україно». Від того часу фестивалі на розсошанській землі відбуваються щорічно (за винятком 2006-го, 2009-го і 2010-го років). Останній, Восьмий фестиваль, стався у Розсоші 10 грудня 2011-го року, після трирічної перерви. Хочеться вірити, що і Дев'ятий фестиваль відбудеться, не зважаючи на всі труднощі економічного життя і скрізь усі перепони сучасних нелегких україно-російських відносин. «Місто Розсош, в тобі Україна жива» — таким є гасло цього фестивалю.